# Aspidium medium
Aspidium medium là một loài dương xỉ trong họ Tectariaceae. Loài này được Carmich. mô tả khoa học đầu tiên năm 1819.
Danh pháp khoa học của loài này chưa được làm sáng tỏ. 